# Centurión

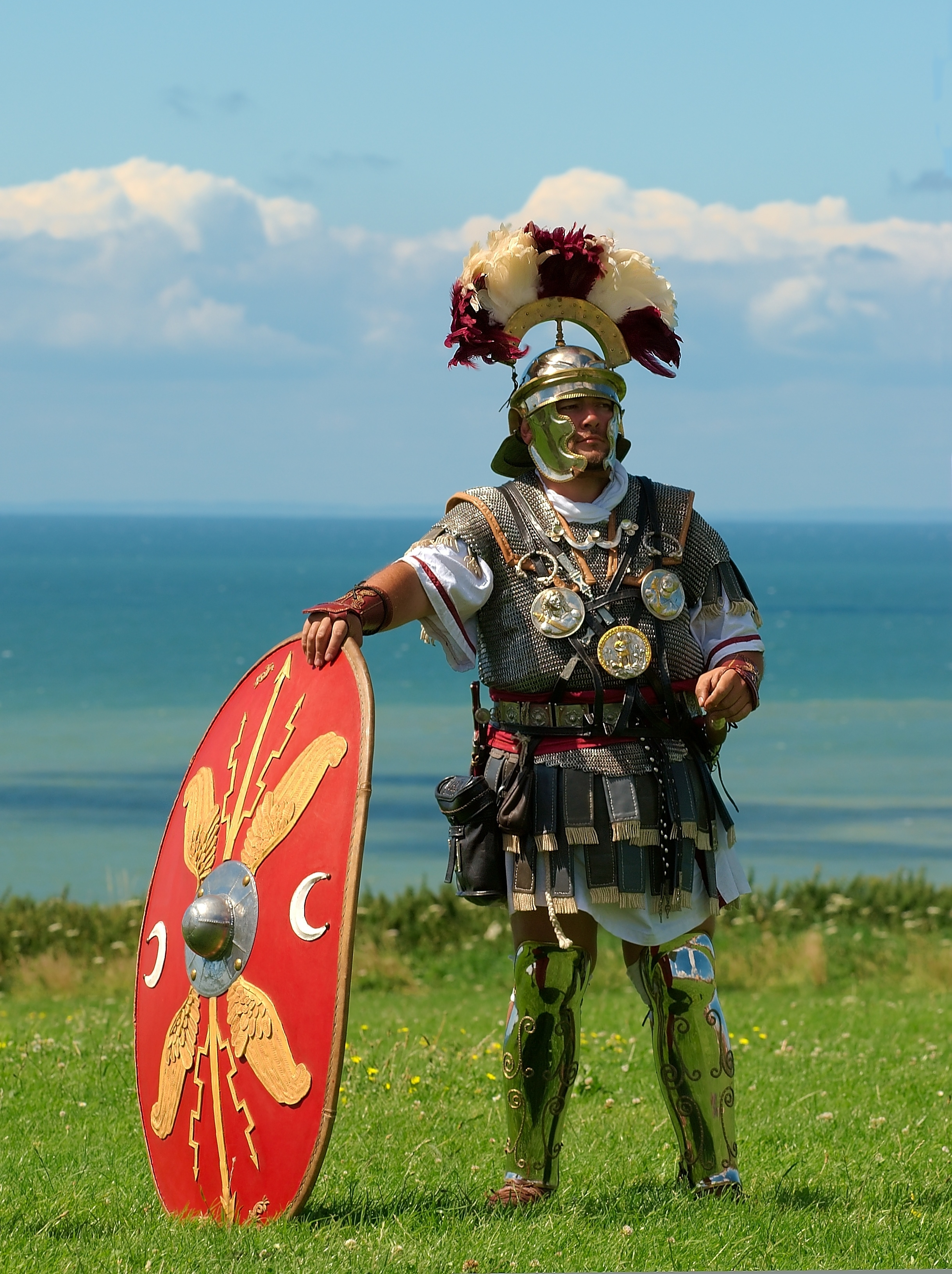
Aspecto de un centurión del año 70 d. C.

El centurión  era un oficial del ejército romano que contaba con mando táctico y administrativo. Los candidatos eran escogidos por sus cualidades de resistencia, templanza y capacidad de mando, además de contar con considerable influencia y responsabilidad. Se les consideraba la espina dorsal del ejército. Es el rango militar de la Antigua Roma que ha recibido mayor atención de los estudiosos del ejército romano.

## Etimología

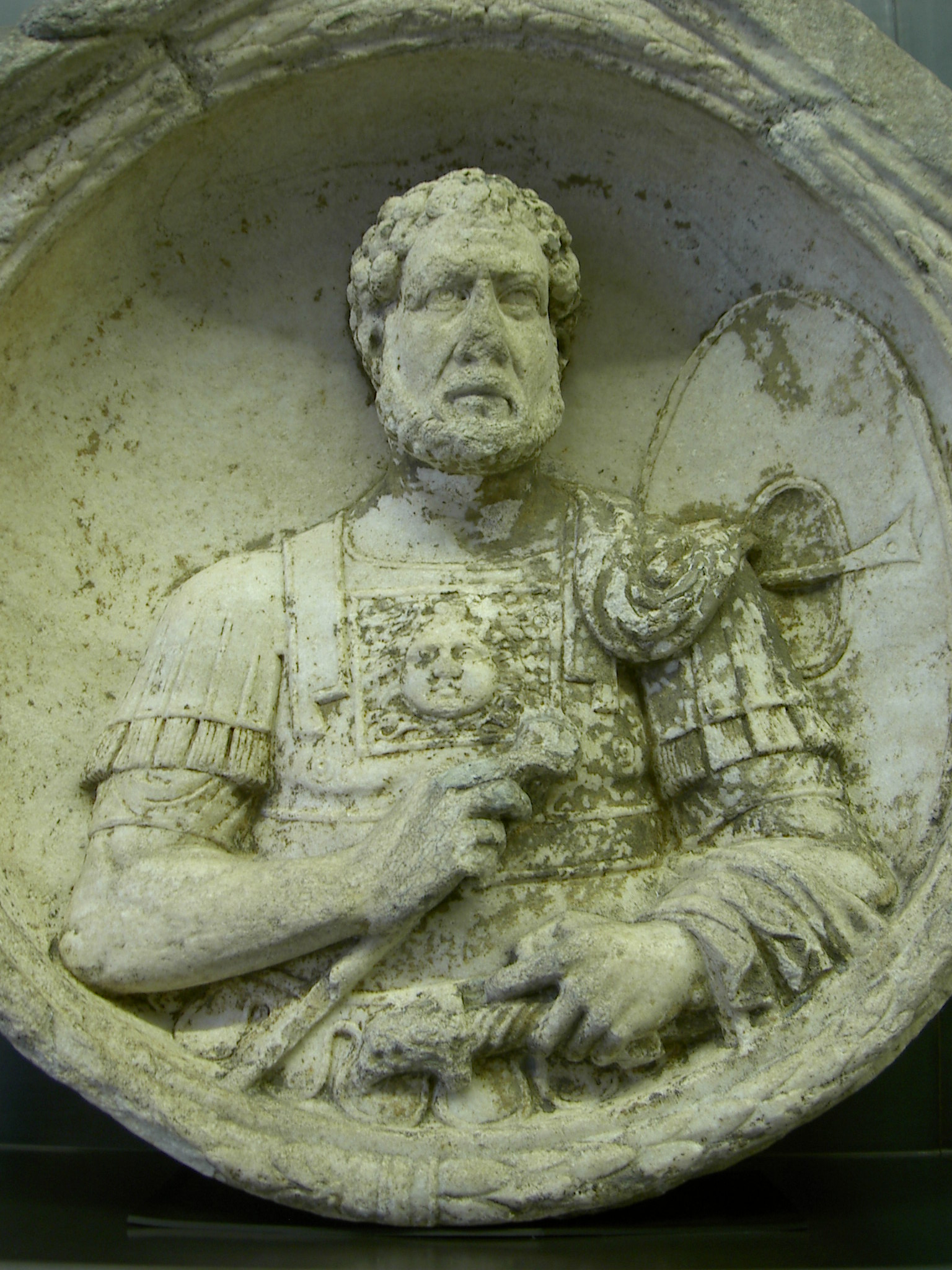
Medallón funerario de un centurión del encontrado en Carintia (Austria).

Pese a lo que se suele pensar, el nombre centurión no procede de que en un principio una centuria constase de cien hombres, ya que es anterior al propio rango de centurión, sino que deriva de la unidad homónima administrativa y política que en Roma tenía su propia vertiente civil.[cita requerida] De hecho, la centuria en sí nunca adoptó un tamaño de cien hombres, sino que en época republicana oscilaba entre los treinta de una centuria de triarii (triarios) y los sesenta de los hastati y los principes, que eran soldados que contaban con cierta veteranía.[cita requerida] Hacia finales del siglo II a. C., la centuria pasó a contar con unos ochenta hombres, cifra que se mantuvo a lo largo del Alto Imperio (siglos I-III), teniendo, así, la Legio Augustea sesenta centurias de ochenta hombres que hacían un total de cuatro mil ochocientos hombres. Más adelante, hacia la época Flavia, la primera cohorte duplicó los efectivos de sus centurias, pero se redujo el número de las mismas a cinco, con lo que la legión contaba en ese momento con cinco mil ciento veinte hombres de armas.

## Funciones
Los centuriones comandaban una centuria, formada por 80 hombres, en función de las fuerzas en el momento dado y de si la centuria pertenecía o no a la Primera Cohorte. Cada cohorte estaba formada por seis centurias, excepto la primera, que contaba con cinco, pero constaba del doble de hombres en cada una de ellas. Solían ascender al puesto de centurión desde simples soldados rasos a base de méritos de guerra.
El grueso de la legión era dirigido por los centuriones, ya que cada cohorte contaba con seis de ellos para dirigir cada una de sus seis centurias. Cada uno de estos centuriones se acomodaba, dentro de cada cohorte, a una estricta jerarquía. Esta, en orden ascendente, era: un hastatus posterior, un hastatus prior, un princeps posterior, un princeps prior, un pilus posterior y un pilus prior. Este último podía actuar de facto como comandante de la cohorte al completo en función de su veteranía. Por otro lado, esta estructura se alteraba en las primeras cohortes desde época Flavia, ya que solo existían cinco centuriones, los primi ordines, de los que el primus pilus era el más valorado. Lo normal es que tras un año ejerciendo tal cargo, el primípilo lograse ser ascendido a ordo equester. Asimismo, este centurión tenía a cargo el estandarte más valorado, que era el águila romana. A mayores legiones, podían existir más centuriones de lo que era habitual, y ello se debía a la presencia de veterani o supernumerarii que, si bien no ejercían un mando militar efectivo, sí tenían encomendada una función administrativa.

## Uniforme

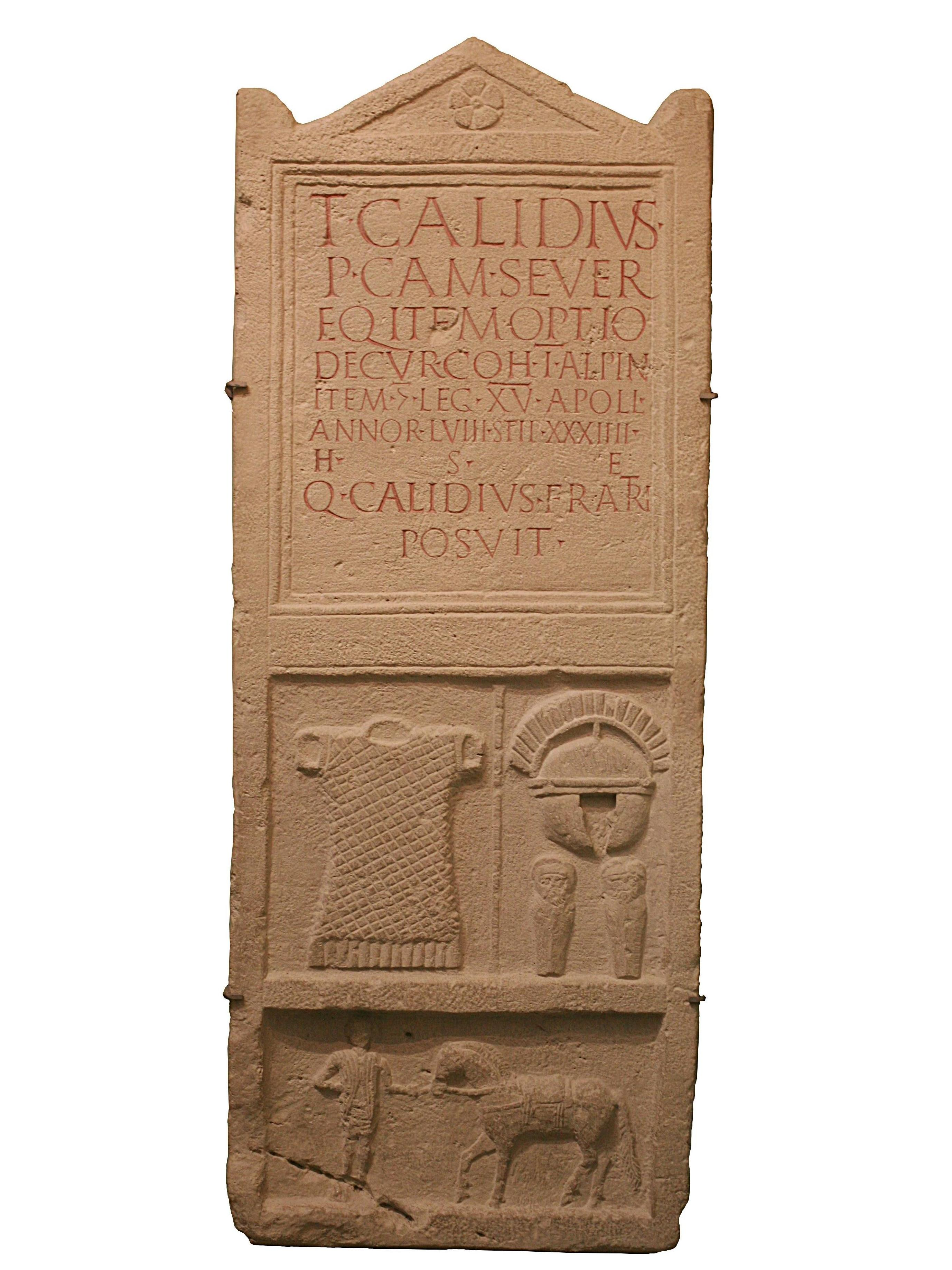
Estela funeraria del Centurión Tito Calidio Severo procedente de Carnuntum, mostrando sus insignias y equipo.

De acuerdo con las fuentes iconográficas, reflejadas mayoritariamente en algunos relieves históricos, como, por ejemplo, en el Arco de Orange, en algunos sarcófagos de los siglos II, III y IV, y en algunas inscripciones funerarias, el centurión romano se distinguía por su particular uniforme, que solía estar constituido por:
- Una túnica corta de color blanco[12] (decursio albata), que en los climas fríos se complementaba con unos pantalones cortos.
- Una armadura de cota de malla (lorica hamata) o de escamas (lorica squamata), muchas veces cubierta por phalerae o condecoraciones en forma de medallón y torquex o pulseras colgantes.
- Portaba la espada corta -gladius[12]- en el lado izquierdo en lugar del derecho, habitual en los simples milites, sujeta al cuerpo mediante un cingulus o cinturón con la funda del arma.
- Usaba protecciones en las piernas (grebas).
- Sobre el casco (cassis) lucía una cresta (crista transversa), que cruzaba lateralmente la cabeza y consistía en la distinción más afamada de un centurión.[13] Algunas teorías de historia militar atribuyen la disposición transversal de este penacho a la necesidad de hacerse visible por la espalda para sus soldados, pero en la época imperial el resto de los soldados no utilizaba cresta ordinariamente, ya que se reservaba para las armaduras de parada, por lo que solamente los centuriones llevaban este vistoso elemento, que permitía identificarlos fácilmente. Carecemos de evidencias arqueológicas sobre su color aunque se barajan el blanco, negro o rojo.
- Calzaba caligae sandalias con suela claveteada, similares a las de sus hombres.[12]

Entre enseres personales, uniforme y ropa de repuesto llevaban un peso de 10 kilos, además de otros 34 kilos de armamento.
Los centuriones también llevaban un bastón de mando, habitualmente una vara de vid, llamada vitis, como símbolo de su autoridad, y que, durante las tareas de entrenamiento, utilizaban a discreción para golpear a los torpes y rezagados o cualquier otra disciplina que quisieran imponer de ese modo.

## Suboficiales
Cada centurión era asistido en su centuria por un optio, que era un soldado que, entre otras cosas, sabía leer y escribir. También lo asistía un signifer y un tesserarius, suboficiales que recibían el nombre de "principales". El primero, el optio, era el lugarteniente del centurión y lo ayudaba en la táctica y en el mantenimiento de la disciplina y la forma física de los soldados, el segundo era el portaestandarte y tesorero de la centuria, y el último se encargaba de suministrar las contraseñas y de actuar de oficial de enlace. 
En el campo de batalla, el centurión se situaba en el extremo derecho de la primera fila de hombres de su unidad, junto al signifer. Por otro lado, el optio se colocaba en la retaguardia, para evitar, si era necesario, la desbandada de las tropas, y garantizar los relevos entre líneas típicos del orden cerrado utilizado por el ejército romano.

## Superiores
Era rango superior al de centurión el de tribuno, que era el comandante de la cohorte. Estos solían ser jóvenes de clase senatorial que estaban realizando su primer servicio en la legión antes de recibir los cargos públicos en la vida civil, aunque hay tribunos que eligieron la vida militar como profesión, tanto angusticlavius -del orden ecuestre- como laticlavius -senatorial-, o el de praefectus castrorum -generalmente un antiguo centurión-, estando todos ellos subordinados al legado de la legión. En comparación con la organización militar moderna, el legado podría ser el equivalente a un general; un tribuno a un coronel; los centuriones de mayor antigüedad comparables al grado de comandante o mayor, siendo el resto de centuriones equiparables a capitanes.

## Centuriones conocidos
Algunos oficiales de este rango han pasado a la historia en las páginas de varios escritores de la Antigüedad. Entre ellos están Nonio Recepto, Donacio Valente, Romilio Marcelo y Calpurnio Repentino, de la Legio XXII estacionada en Germania Superior, ejecutados en el año 69 cuando trataron de proteger las imágenes del emperador Galba de la furia de los soldados. Claudio Faventino fue apartado del servicio con ignominia por Galba en el mismo año. Después indujo a la flota de Misenum a pasarse de Aulo Vitelio a Vespasiano.

## En el Nuevo Testamento
Los evangelios de Mateo y Lucas relatan que un centurión de Cafarnaúm pide a Jesús que sane a su criado. Jesús, maravilladó de su fe, devolvió la salud a su siervo. También en el evangelio de Marcos como en el de Mateo, el centurión que está presente en la crucifixión dijo que Jesús era "el Hijo de Dios". En el evangelio de Lucas el centurión dijo que Jesús era "inocente".
El Libro de los Hechos habla del justo centurión Cornelio. En una visión se le pide al apóstol Pedro visitarlo, a pesar de que la ley judía no permitía esa asociación. Pedro comprende que Dios acepta también a los paganos y después de eso, el Evangelio fue llevado también a los romanos.